# Learning
Learning è il primo album in studio del cantante statunitense Perfume Genius, pubblicato nel 2010.

## Tracce
1. Learning – 2:45
2. Lookout, Lookout – 2:58
3. Mr. Peterson – 2:53
4. Gay Angels – 4:06
5. You Won't B Here – 1:39
6. Write to Your Brother – 1:53
7. No Problem – 2:11
8. When – 3:33
9. Perry – 3:43
10. Never Did – 3:23

Tracce Bonus
1. Dreeem – 2:26
2. Your Drum – 1:42
3. Divine Faxes – 4:58